# Serin-tip D-Ala-D-Ala karboksipeptidaza
Serin-tip  karboksipeptidaza (EC 3.4.16.4, DD-peptidaza, -alanil--alanin-karboksipeptidaza, -alanil--alanin-razlažuća-peptidaza, -alanil--alanin-razlažuća peptidaza, DD-transpeptidaza, D-alaninska karboksipeptidaza, DD-karboksipeptidaza, D-alanilna karboksipeptidaza) je enzim. Ovaj enzim katalizuje sledeću hemijsku reakciju
Preferenciono razlaganje: . Takođe transpeptidacija peptidil-alanil grupa koje su N-acil supstituenti D-alanina
Ovaj membranski bakterijski enzim inhibira penicilin i drugi beta-laktamski antibiotici.

## Literatura
- Nicholas C. Price; Lewis Stevens (1999). Fundamentals of Enzymology: The Cell and Molecular Biology of Catalytic Proteins (Third изд.). USA: Oxford University Press. ISBN 019850229X.
- Eric J. Toone (2006). Advances in Enzymology and Related Areas of Molecular Biology, Protein Evolution (Volume 75 изд.). Wiley-Interscience. ISBN 0471205036.
- Branden C; Tooze J. Introduction to Protein Structure. New York, NY: Garland Publishing. ISBN 0-8153-2305-0.
- Irwin H. Segel. Enzyme Kinetics: Behavior and Analysis of Rapid Equilibrium and Steady-State Enzyme Systems (Book 44 изд.). Wiley Classics Library. ISBN 0471303097.

## Spoljašnje veze
- Serine-type+D-Ala-D-Ala+carboxypeptidase на 